# Liste des comtes de Champlitte

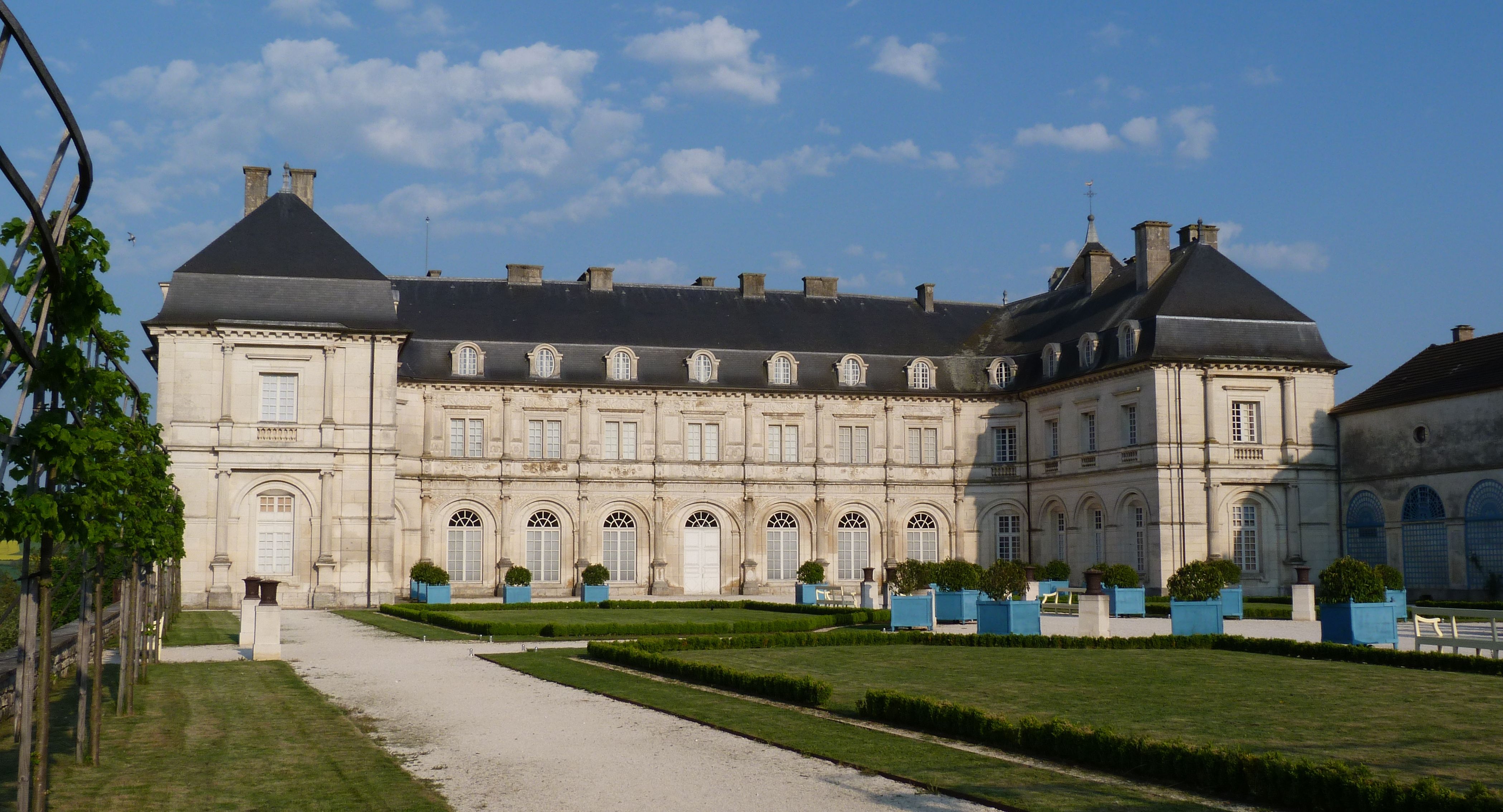
Le château de Champlitte (XVIIIe siècle)

Le titre de comte de Champlitte a été créé par lettres patentes le 5 septembre 1574 par Philippe II, roi d'Espagne et comte de Bourgogne, pour François de Vergy, fils de Guillaume de Vergy, seigneur de Champlitte.

## Comtes de Champlitte
Les comtes de Champlitte étaient :
1. François de Vergy (1528-1591)
2. Claude II de Vergy (1560-1602)
3. Cléradius de Vergy (1580-1630)
4. Cleriadus de Cusance (1619-1635)
5. Marie Henriette de Cusance (1624-1701)
6. François de Clermont d’Amboise (1632-1684)
7. Marie-Françoise-Justine de Clermont d'Amboise (décédée en 1741)
8. Jean François de Toulongeon (1702-1784)
9. Hippolyte-Jean-René de Toulongeon (1739-1794)
10. Anne Edmé Alexandre de Toulongeon (1741-1823)

## Vergy

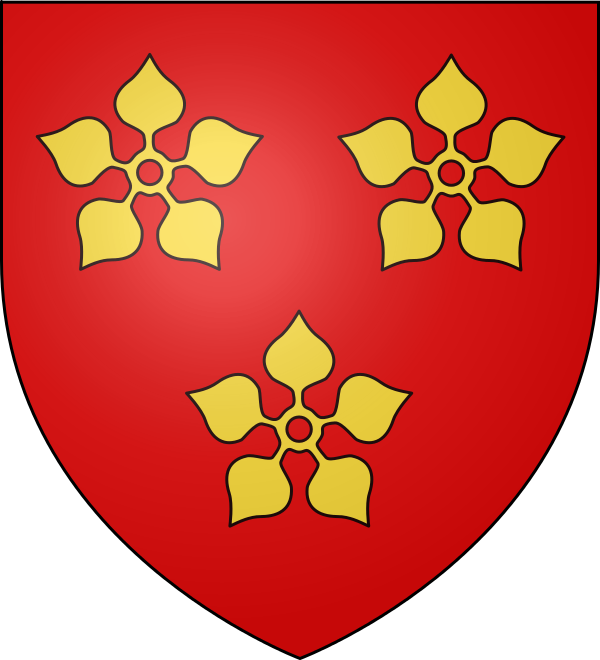
Vergy

La maison de Vergy est une ancienne maison noble de Franche-Comté et de Bourgogne. François de Vergy, fils de Guillaume de Vergy, fut page d'honneur de l'empereur Charles Quint et lieutenant général et gouverneur du comté de Bourgogne.
François de Vergy est le véritable homme fort de la province à cette époque. C'est pour cela qu'il convoite un titre qui convient à son statut, un titre comtal. C'est certainement sa témérité et sa résistance à l'invasion de Wolfgang de Bavière, en 1569, qui ont été décisives dans la création du titre de comte de Champlitte. En effet le duc des Deux-Ponts, dans sa volonté de défendre les protestants français, ravage tout sur son passage, y compris le bailliage d'Amont. Malgré toute sa volonté, François de Vergy ne peut qu'échouer face à une force si conséquente. Il sera tout de même récompensé pour ses efforts en 1574, lorsque le comte Philippe VII de Bourgogne crée le titre de comte de Champlitte et le lui attribue. Puis, en 1584, il est fait chevalier de l'ordre de la Toison d'or. Il meurt en 1591.
François de Vergy a deux fils dont l'ainé, Claude, meurt en 1602 sans héritier. Son deuxième fils, Cléradius de Vergy, hérite alors le titre. Il était également lieutenant général et gouverneur du comté de Bourgogne et, en 1615, fut fait chevalier de l'ordre de la Toison d'or. Il meurt sans enfants, le titre et la succession sont transmis à son neveu Claude-François de Cusance, fils de sa sœur Béatrice de Vergy et de Vandelin-Simon de Cusance, le baron de Belvoir, chevalier de l'éperon d'or.

## Cusance

Cusance

Claude-François de Cusance, baron de Belvoir et St-Julien, est institué maître de camp d'un tercio (régiment) de 3 000 Francs-Comtois au service du comte palatin de Bourgogne et roi d'Espagne dans les Flandres en 1621.  De son épouse, Ernestine de Witthem, vicomtesse de Sebourg, il eut un fils et quatre filles. L'aînée, Béatrix de Cusance, épousa en premières noces Léopold Eugène Perrenot de Granvelle, dit d'Oiselay, fils de Caroline d'Autriche, marquise d'Autriche, et donc petit-fils de l'Empereur Rodolphe II. Veuve 2 ans plus tard, elle se remarie en 1637 avec Charles IV, duc de Lorraine. La seconde fille, Madeleine, épousa le comte Albert de Bergh, baron de Boxmeer (actuellement aux Pays-Bas). La troisième, Marie-Thérèse Henriette, épousa d'abord l'héritier de la maison de Rye-La Palud, Ferdinand-François-Just, marquis de Varambon, puis Charles-Eugène d'Arenberg, duc d'Arenberg et d'Aerschot, lieutenant-général et gouverneur du comté de Bourgogne et Grand Bailly de Hainaut. La dernière fille, Desle-Françoise, religieuse, fondatrice des Visitandines de Champlitte mourut jeune en odeur de sainteté.
Clériadus de Cusance nait en 1619. En 1629 son père Claude François de Cusance, héritier testamentaire de Cléradius de Vergy, comte de Champlitte, meurt à Rheinberg après le siège de Bois-le-Duc. À son tour Clériadus de Vergy s'éteint en 1630, confirmant son petit neveu Clériadus de Cusance comme son héritier substitué. Le nouveau comte de Champlitte disparait à son tour en 1635. Ce sont donc ses quatre sœurs qui deviennent ses héritières et portent chacune et ensemble le titre de comtesse de Champlitte. Titre encore porté par Madeleine de Bauffremont, veuve de Clériadus de Vergy, jusqu'à son décès en 1645. La famille de Bauffremont et ses alliés ayant des intérêts dans cette succession, la famille de Cusance lui vend ses parts et tout est clos en 1703. Louis-Jules de Clermont d’Amboise devient le nouveau comte de Champlitte. Le 16 novembre voit la  reprise du comté de Champlitte par Marie-Thérèse-Justine de Clermont d’Amboise, épouse du marquis de Toulongeon.

## Toulongeon

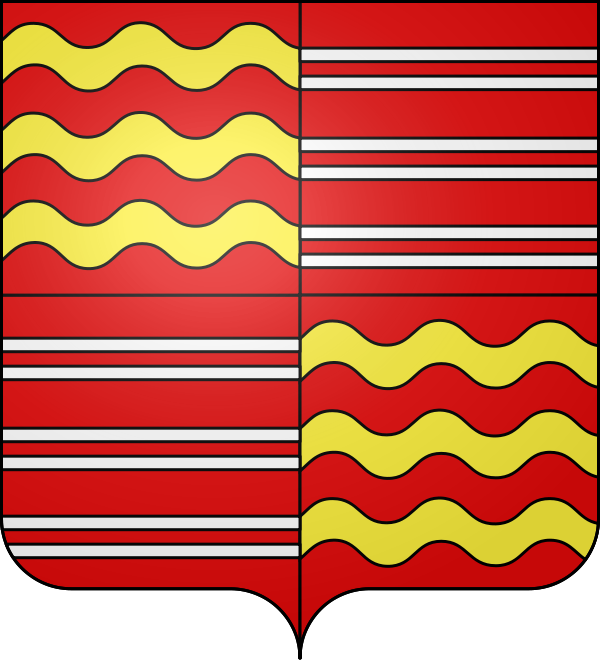
Toulongeon

La famille de Toulongeon est une famille noble originaire de l'Ain, dont trois membres furent généraux dans les armées de la Révolution et de l'Empire. Un cousin, le marquis de Toulongeon, était même l'un des principaux aides de camp de Napoléon.
Jean-François-Joseph de Toulongeon hérite le titre de comte de Champlitte à la mort de sa mère en 1741. Marié en 1736 avec Anne Prospère Cordier de Launay, ils ont quatre enfants, dont deux se succéderont au titre de comte de Champlitte. Le premier et ainé de la famille, Jean René de Toulongeon, général de division et député de la Révolution française, décède en 1794 sans héritiers mâles. Par conséquent, c'est son frère cadet, Anne-Alexandre de Toulongeon, lui aussi général de l'armée révolutionnaire, qui hérite du titre. Contrairement à son frère, il engendre trois enfants qui se partageront sa succession à sa mort en 1823.
Dans cet héritage, le château de Champlitte, qui avait brûlé en 1751, a été reconstruit par la famille dans le style néoclassique tout en réemployant les éléments Renaissance de la galerie de l'ancien château. Cependant, dès 1824, les héritiers d'Alexandre de Toulongeon décident de mettre en vente l'édifice et les terres. Le titre de comte de Champlitte tombe alors dans l'oubli. Le château est vendu en 1825 à la ville de Champlitte et utilisé comme hôtel de ville. En 1907, il est classé monument historique et accueille aujourd'hui le musée départemental d'Arts et Traditions populaires.

## Cussans (les Cusance anglais) XVIIe siècle

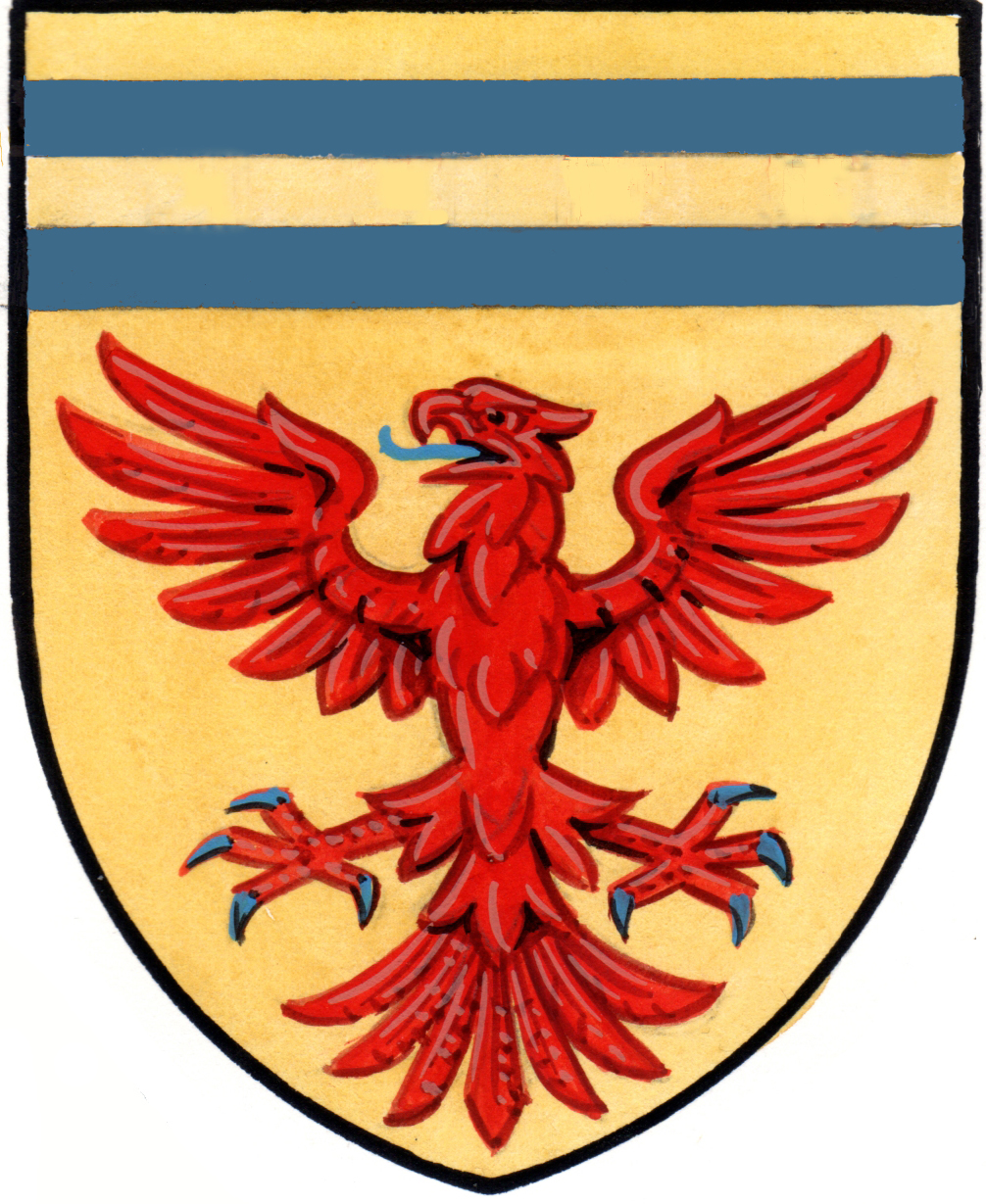
Cussans

La seule et hypothétique descendance masculine de la famille de Cusance passe par Ermenfroy de Cusance (1591-1623), second enfant de Vandelin-Simon de Cusance et de Béatrice de Vergy. Celui-ci eut un fils, Pierre, né hors mariage avec une demoiselle Rose de Fullez et baptisé à l'église de Gonsans, (Doubs) le 19 mai 1619. Ermenfroy de Cusance était capitaine de cavalerie au service de l'Espagne, en Savoie et en Flandre. Il meurt en 1623, à l'âge de 32 ans.
On suppose que les descendants d'Ermenfroy, par l'intermédiaire de Pierre de Cusance, quittèrent la France pour le Nouveau Monde et s'installèrent en Jamaïque, à l'origine colonie espagnole, devenue Britannique en 1655. Planteurs prospères pendant cinq générations, ils ont construit d'importantes sucreries à Saint-Thomas dans l'Est. Leurs descendants ont quitté la Jamaïque pour l'Angleterre,. Thomas Cussans de Amity Hall, en Jamaïque, a reçu des armes du College of Arms en 1767. Dans les lettres patentes, il est dit : Que lui et sa famille aient utilisé un blason et un blason de leurs ancêtres mais ne les trouvant pas dûment enregistrés dans le bureau des hérauts ... a donc humblement demandé la faveur du mandat de Sa seigneurie pour notre octroi. Armes et blasons que Lui et Eux peuvent légalement porter et utiliser.
Les armoiries concédées sont « d'or, un aigle, déployé de gueules, armé et lampassé d'azur ». Ainsi, la famille Cussans porte les armoiries de Cusance, dans les mêmes couleurs. À la différence que les armoiries originelles de la maison de Cusance sont : "D'or à l'aigle de gueule" et non pas lampassé d'azur.
Ce serait donc la seconde fois que la famille de Cusance donne une branche anglaise. Déjà au XIIIe et XIVe siècles des membres de la famille sont partis au service de la couronne anglaise comme bourguignons. William de Cusance fut un serviteur fidèle d'Édouard III, qui en fit son Trésorier de l'Echiquier en 1341.